# 石头城子城址
石头城子城址，位于中国吉林省扶余县新城局乡石头城村，为一个省级文物保护单位，类型为古遗址，公布时间为1961年4月13日。该文物保护单位由扶余县博物馆管理。
石头城子城址的历史年代为辽金。